# パレストロの戦い
パレストロの戦い（パレストロのたたかい）は、1956年5月18日にフランス領アルジェリアのアルジェ県パレストロ（現：アルジェリアのブイラ県ラクダリア）で起きたフランス軍に対する待ち伏せ事件である。

## 経緯
ピエ・ノワール出身で親子二代に渡ってアルジェリア共産党（PCA）党員であった士官候補生アンリ・マイヨーは1956年4月4日に武器輸送隊を指揮し、アルジェ南西120kmのミリアナからアルジェへ向かうこととなった。アルジェ目前の地点で停止し昼食を摂る際にマイヨー候補生は指揮下の兵士達を遠ざけ、トラックの運転手を捕縛し積荷の武器を強奪することの成功した。同じ頃、PCAはFLNと共闘するため交渉中であった。この交渉中にFLNは強奪した武器のありかを知り秘密裏に回収してパレストロに運ばれた。
2月、フランスのギー・モレ首相は悪化するアルジェリア問題を解決すべく兵役期間を27ヶ月に延長の上、予備役の動員と徴集兵の派遣を決定した。フランス本国からは続々と軍隊がアルジェリアに送り込まれ、5月4日にはパリ地区から召集された多くの予備役兵からなる第9植民地歩兵連隊がアルジェに到着し、ただちに各地の警備任務に就くこととなった。

## 待ち伏せ
5月18日、パレストロにて巡察任務に就いていたエルベ・アルテュール少尉率いる1個小隊は駐屯地に小隊軍曹の曹長1人を残して、夜間に待ち伏せを仕掛けるべく近くのアマル村へ移動した。アマル村を通過後に突如銃撃を浴びせられた。この攻撃はアリ・ホッジャ指揮下のFLN部隊と共謀したアマル村の住人によるものであった。
アルテュール少尉は即死、数分の後15人が戦死し6人が捕虜となった。戦闘後、生存した捕虜6人の内4人が重傷で次々と倒れ路上に放置された。駐屯地に残留していた曹長は巡察が帰隊しないので本隊に警報を発信し、その日の夕方に救援部隊が事件現場に到着した。15人の遺体の内2体は睾丸が切り取られ腹部に石と共に詰め込まれるなど残虐に損壊し、連行された負傷者の内1人を発見したがこれは村人に略奪にあっており、路上に放置された残りの3人の行方は不明でしかもアマル村は既に無人であった。
アルジェにて一報を受けたジャック・マシュ将軍は、ただちに数機のヘリコプターと7個大隊を率いてホッジャの部隊と行方不明兵の捜索を開始した。5月23日にホッジャの部隊が隠れていた洞窟を発見しこれを攻撃した。戦闘後、FLN17人の遺体と村人50人の遺体、捕虜となっていたフランス兵2人の内1人は死亡し生き残った最後の1人が事の経緯を救出部隊に説明した。

## その後
この21人待ち伏せ事件はパリで衝撃を巻き起こした。1954年11月以来、予備役召集兵の戦死はこれが初めてで1回の戦闘で被った人的損害としても最大規模であった。ロベール・ラコスト総督はフィリップヴィルの虐殺後のジャック・スーステルと同じく強硬姿勢を表明しなければならず、5月27日には軍5,000人と国家憲兵および警官1,500人を投入しカスバを包囲、約5,000人を逮捕した。さらに6月19日には既に有罪判決の出ていたFLNの幹部2名をギロチン刑に処した。この処刑はキリスト教指導者等から減刑を求めていたが果たされずムスリム側からも反発が強く、後のFLNによるテロリズム戦術のきっかけとなった。